# Stephan Schreck

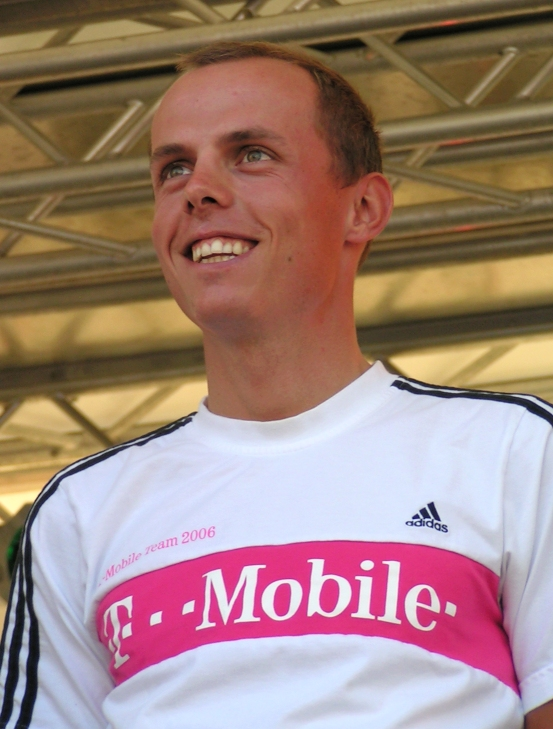
Schreck bei der Deutschland Tour 2006 in Düsseldorf

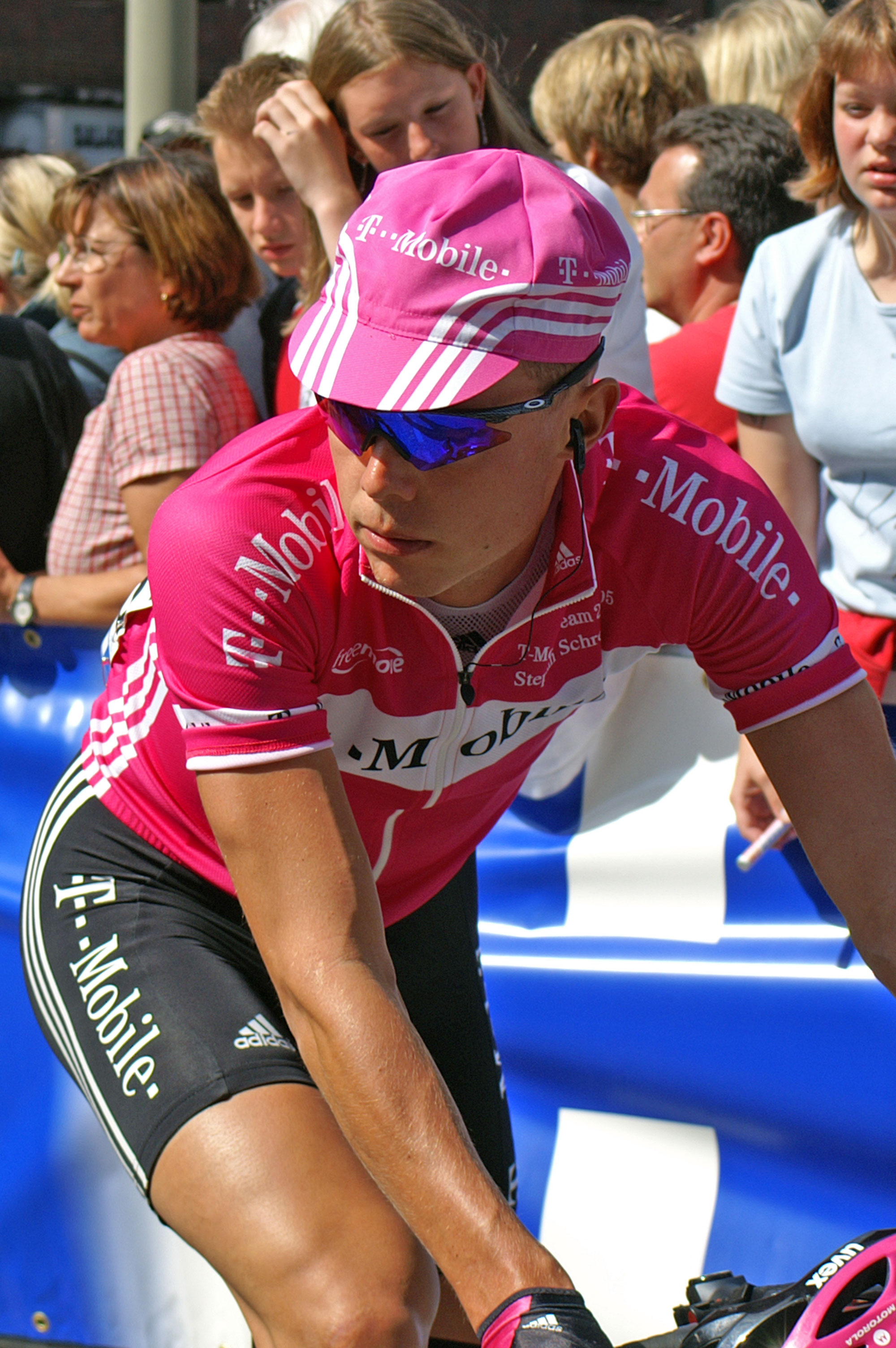
2005 bei den HEW Cyclassics

Stephan Schreck (* 15. Juli 1978 in Erfurt) ist ein ehemaliger deutscher Radrennfahrer. Schreck begann seine Profilaufbahn im Jahr 2000 beim Team Telekom, für das er bis 2007 fuhr. Als Helfer nahm er einmal an der Tour de France teil, einmal am Giro d’Italia und sechsmal an der Vuelta a España teil. Sein erfolgreichstes Jahr war 2004 mit Etappensiegen bei der Sachsen-Tour und der Regio-Tour, die er als Gesamtzweiter beendete. Im Jahr 2008 beendete er seine Karriere beim Team Gerolsteiner. Sein Vater Wolfgang Schreck war als Radrennfahrer in der DDR aktiv.

## Erfolge
2007
- eine Etappe und Kombinationswertung Sachsen-Tour

2005
- Mannschaftswertung Tour de France

2004
- eine Etappe Sachsen-Tour
- eine Etappe Regio-Tour

2002
- eine Etappe Hessen-Rundfahrt

1999
- Internationale Thüringen Rundfahrt

1997
- Internationale Ernst-Sachs-Tour

## Teams
- 2000–2007 Team Telekom / T-Mobile-Team
- 2008 Team Gerolsteiner